# 솔로몬 R. 구겐하임 미술관
솔로몬 R. 구겐하임 미술관(Solomon R. Guggenheim Museum), 또는 뉴욕 구겐하임 미술관은 미국 뉴욕 맨해튼 89번가에 위치한 현대 미술관이며, 인상파와 후기 인상파, 그리고 현대 미술 작품들이 전시되어있다. 1937년 개관하였으며, 현재의 모습은 건축가 프랭크 로이드 라이트의 작품으로 1959년 완공되었다. 뉴욕 구겐하임 미술관은 달팽이처럼 건물 자체가 나선형으로 내려오도록 설계되어있다. 독특한 외관과 더불어 20세기의 중요한 건축물중 하나로 꼽힌다. 이탈리아의 베네치아와 스페인의 빌바오, 독일 베를린에 별관을 두고 있다. 1990년 뉴욕시가 지정한 '뉴욕을 대표하는 랜드마크' 중 하나로 선정되었다.
'프랭크 로이드 라이트의 20세기 건축물'을 구성하는 건축물 중 하나로, 2019년 세계유산으로 지정되었다.

## 역사
철강왕인 벤저민 구겐하임이 1912년 4월 15일 RMS 타이타닉이 침몰하여 그로 인해 최후를 맞이하자, 그의 상속녀인 페기 구겐하임은 상속받은 막대한 유산으로 세계의 미술품들을 모아들이고 또한 유명한 미술가들을 후원해 줌은 물론 미술가 지망생들을 육성하여 상당히 많은 미술품을 남기고 모아들였다. 이 과정에서 솔로몬 R. 구겐하임은 페기 구겐하임이 모아들인 미술품들을 전시할 미술관을 건립하였고 그 미술관에 페기 구겐하임이 모아놓은 미술품들이 전시되었다. 솔로몬 구겐하임은 벤저민 구겐하임의 형으로 페기 구겐하임에게는 숙부가 된다.

## 같이 보기
- 솔로몬 R. 구겐하임
- 프랭크 로이드 라이트
- 빌바오 구겐하임 미술관
- 페기 구겐하임 컬렉션
- 미국의 세계유산